# Suberea praetensa
Suberea praetensa är en svampdjursart som först beskrevs av R.W. Harold Row 1911.  Suberea praetensa ingår i släktet Suberea och familjen Aplysinellidae.
Artens utbredningsområde är Sudan. Inga underarter finns listade i Catalogue of Life.